# Kapitány
A kapitány a neve egy hajó vezetőjének, parancsnokának.

## Osztrák-Magyar Haditengerészet
A tiszti rang elnevezése a 19. században használt hajókategóriákból ered, amelyben a hajókat méreteik alapján  korvettekre, fregattokra és sorhajókra osztották.

### Korvettkapitány
A korvettkapitány a hadihajó parancsnokhelyettese. A hadsereg őrnagy rangjának felel meg.

### Fregattkapitány
A fregattkapitány a hadihajó parancsnoka. A hadsereg alezredesi rangjának felel meg.

### Sorhajókapitány
A sorhajókapitány (németül Linienschiffskapitän) az Osztrák-Magyar Haditengerészet ezredesnek megfelelő rendfokozata volt. A Monarchia felbomlása után az utódállamok egy része, mint például a Jugoszláv haditengerészet tovább használta ezt a rendfokozatot.